# Хто не скаче, той
Хто не скаче, той … — популярна кричалка.
В Україні найбільше поширена форма: «Хто не скаче, той москаль!».
Відомі форми:
- Білорусь: «Хто не скача — той маскаль» — «Хто не скаче, той москаль!»[2]. У жовтні 2018 року районним судом Мінська визнана екстремістською[3]
- Болгарія: «Кой не скача е червен!» — «Хто не скаче, той червоний!»[4].
- Боснія: «Ko ne skače mrzi Bosnu!» — «Хто не скаче, ненавидить Боснію!»[5].
- Данія: «Dem der ikke hopper de elsker Putin!» — «Хто не скаче, той любить Путіна!»[6].
- Канада: «Who's not jumping he's no ultra!» — «Хто не скаче, той не ультрас!»[7].
- Німеччина: «Wer nicht hüpft der ist ein Schwabe!» — «Хто не скаче, той шваб!»[8].
- Португалія: «Quem não salta é espanhol!» — «Хто не скаче, той іспанець!»[9].
- Польща: «Kto nie skacze ten z policji!» — «Хто не скаче, той з поліції!»[10]
- Росія:
  - «Кто не прыгает, тот хач!» — «Хто не скаче, той хач!»[11].
  - «Кто не скачет, тот медведь» — «Хто не скаче, той ведмідь!»[12].
  - «Кто не прыгает, тот чурка!» — «Хто не скаче, той чурка!»
- Сербія: «Ко не скаче тај је Вучић» — «Хто не скаче, той Вучич!»[13].
- Словенія: «Kdor ne skače, ni Slovenc!» — «Хто не скаче, той не словенець!»[14]
- Туреччина: «Zıpla zıpla zıplamayan Tayyiptir!» — «Хто не скаче, той Тайїп!»
- Франція: «Qui ne saute pas n'est pas français!» — «Хто не скаче, той не француз!»[15].
- Чехія: «Kdo neskáče neni czech!» — «Хто не скаче, той не чех!»[16].
- Чилі: «El que no salta no es chileno!» — «Хто не скаче, той не чилієць!»[17].
- Румунія: «Cine nu sare, cine nu sare ori este gabor ori este prost de moare» — «Хто не скаче той угорець або просто тупий»[18].